# Poa secunda
Poa secunda es una especie de planta herbácea perteneciente a la familia de las poáceas. Es nativa de Norteamérica.

## Descripción
Plantas azuladas. Perennes, densamente peludas, con brotes estériles intra e extravaginales. Culmos erectos, de 40-120 cm de altura. Vaina de la hoja lisa o escabrida; lígula de 0.5-3 mm, abaxialmente escabrida, truncadas a agudos, de macollos todos truncados. Las inflorescencias en panículas estrechas, densas, de 10-15 × 1-3 cm; ramas fuertemente ascendente, con espiguillas de la base. Espiguillas angostamente lanceoladas, ligeramente comprimidas, 8-10 mm, floretes 4-7; glumas amplia subiguales, la más baja 3-3.5 mm, la superior de 4-4.5 mm. Fl. y fr. Mayo-julio. Tiene un número de cromosomas de 2 n = 62, 63, 64, 65, 68, 70, 71, 97.

## Distribución y hábitat
Introducida en China, India, Pakistán, SW Asia (Irán), Australia. Es nativa de Norteamérica y Suramérica.

## Taxonomía
Poa secunda fue descrita por Jan Svatopluk Presl y publicado en Reliquiae Haenkeanae 1(4–5): 271. 1830.
Subespecies
- Poa secunda ssp. juncifolia
- Poa secunda ssp. secunda[6]

Sinonimia
| - Aira brevifolia Pursh, Fl. Amer. Sept. 1: 76 (1813). - Airopsis brevifolia (Pursh) Roem. & Schult., Syst. Veg. 2: 578 (1817). - Poa fulvescens Trin., Linnaea 10: 306 (1836). - Sclerochloa californica Munro in G.Bentham, Pl. Hartw.: 342 (1857), nom. nud. - Atropis scabrella Thurb. in S.Watson & al., Bot. California 2: 310 (1880). - Atropis tenuifolia Thurb. in S.Watson & al., Bot. California 2: 310 (1880). - Glyceria canbyi Scribn., Bull. Torrey Bot. Club 10: 77 (1883). - Poa scabrella (Thurb.) Benth. ex Vasey, Grass. U.S.: 42 (1883). - Sporobolus bolanderi Vasey, Bot. Gaz. 11: 337 (1886). - Poa orcuttiana Vasey, W. Amer. Sci. 3: 165 (1887). - Panicularia nuttalliana Kuntze, Revis. Gen. Pl. 2: 782 (1891). - Panicularia scabrella (Thurb.) Kuntze, Revis. Gen. Pl. 2: 782 (1891). - Aira missurica Spreng. ex B.D.Jacks., Index Kew. 1: 68 (1893), pro syn. - Poa gracillima Vasey, Contr. U. S. Natl. Herb. 1: 272 (1893). - Poa laevis Vasey, Contr. U. S. Natl. Herb. 1: 273 (1893), nom. illeg. - Poa lucida Vasey, Contr. U. S. Natl. Herb. 1: 273 (1893). - Poa sandbergii Vasey, Contr. U. S. Natl. Herb. 1: 276 (1893). - Poa buckleyana Nash, Bull. Torrey Bot. Club 22: 465 (1895). - Atropis canbyi (Scribn.) Beal, Grass. N. Amer. 2: 580 (1896). - Atropis laevis Beal, Grass. N. Amer. 2: 577 (1896). - Festuca patagonica Phil., Anales Univ. Chile 94: 174 (1896). - Festuca spaniantha Phil., Anales Univ. Chile 94: 174 (1896). - Poa laevigata Scribn. in N.L.Britton, Man. Fl. N. States: 141 (1897). | - Poa capillaris Scribn., Bull. Div. Agrostol. U.S.D.A. 11: 51 (1898), nom. illeg. - Poa acutiglumis Scribn., Circ. Div. Agrostol. U.S.D.A. 9: 4 (1899). - Poa incurva Scribn. & T.A.Williams, Circ. Div. Agrostol. U.S.D.A. 9: 6 (1899). - Poa invaginata Scribn. & T.A.Williams, Circ. Div. Agrostol. U.S.D.A. 9: 6 (1899). - Poa leckenbyi Scribn. & T.A.Williams, Circ. Div. Agrostol. U.S.D.A. 9: 2 (1899). - Poa nudata Scribn., Circ. Div. Agrostol. U.S.D.A. 9: 1 (1899). - Poa saxatilis Scribn. & T.A.Williams, Circ. Div. Agrostol. U.S.D.A. 9: 1 (1899). - Poa tenerrima Scribn., Circ. Div. Agrostol. U.S.D.A. 9: 4 (1899). - Poa wyomingensis Scribn., Proc. Davenport Acad. Nat. Sci. 7: 242 (1899). - Poa canbyi (Scribn.) Howell, Fl. N. W. Amer. 1: 764 (1903). - Poa alcea Piper, Bull. Torrey Bot. Club 32: 436 (1905). - Poa multnomae Piper, Bull. Torrey Bot. Club 32: 435 (1905). - Poa helleri Rydb., Bull. Torrey Bot. Club 36: 534 (1909). - Poa fallens Pilg., Repert. Spec. Nov. Regni Veg. 12: 306 (1913). - Paneion sandbergii (Vasey) Lunell, Amer. Midl. Naturalist 4: 223 (1915). - Puccinellia canbyi (Scribn.) Ponert, Feddes Repert. 84: 73 (1974). - Puccinellia laevis (Beal) Ponert, Feddes Repert. 84: 739 (1974). - Puccinellia scabrella (Thunb.) Ponert, Feddes Repert. 84: 740 (1974). |